# Альпнах
Альпнах (нім. Alpnach) — громада  в Швейцарії в кантоні Обвальден.

## Географія
Громада розташована на відстані близько 65 км на схід від Берна, 6 км на північний схід від Зарнена.
Альпнах має площу 53,8 км², з яких на 5,3% дозволяється будівництво (житлове та будівництво доріг), 31,8% використовуються в сільськогосподарських цілях, 54,2% зайнято лісами, 8,8% не є продуктивними (річки, льодовики або гори).

## Демографія
2019 року в громаді мешкало 6053 особи (+8,7% порівняно з 2010 роком), іноземців було 15,3%. Густота населення становила 113 осіб/км².
За віковим діапазоном населення розподілялося таким чином: 20,6% — особи молодші 20 років, 63,4% — особи у віці 20—64 років, 16% — особи у віці 65 років та старші. Було 2541 помешкань (у середньому 2,4 особи в помешканні).
Із загальної кількості 3160 працюючих 189 було зайнятих в первинному секторі, 1130 — в обробній промисловості, 1841 — в галузі послуг.